# Borsfa
Borsfa là một thị trấn thuộc hạt Zala, Hungary. Thị trấn này có diện tích 11,83 km², dân số năm 2010 là 745 người, mật độ 63 người/km².